# محمدصادق بارانی
محمدصادق بارانی (زاده ۱۸ آذر ۱۳۷۰) بازیکن فوتبال اهل ایران است که در پست هافبک برای باشگاه فوتبال پالایش نفت بندرعباس بازی می‌کند.
او سابقهٔ حضور در تیم‌های راه‌آهن، ذوب‌آهن اصفهان، پیکان تهران، نساجی مازندران، سایپا، شاهین بوشهر، ملوان بندر انزلی و مس کرمان را دارد.

## افتخارات باشگاهی

### شاهین بوشهر
- نایب قهرمانی در جام شهدا ۲۰۱۹
- ملوان بندر انزلی
- قهرمان لیگ آزادگان فصل ۱۴۰۰_۱۴۰۱